# Долинка (Росія)
До́линка (рос. Долинка) — село у складі Благовіщенського району Алтайського краю, Росія. Входить до складу Новокулундінської сільської ради.

## Населення
Населення — 394 особи (2010; 568 у 2002).
Національний склад (станом на 2002 рік):
- росіяни — 65 %
- німці — 26 %